# Tamara Ustinov
Tamara Tammy Ustinov (nacida en 1945) es una actriz británica conocida por aparecer en las películas The Blood on Satan's Claw (1970), Blood from the Mummy's Tomb (1971) y The Last Horror Movie (2003), y series de televisión como Skorpion y Bergerac. 
Es hija del actor Sir Peter Ustinov y sobrina de Dame Angela Lansbury. Ha estado casada con Malcolm Rennie desde 1989.
- Datos: Q2391246